# インディアン・ストリーム共和国

インディアン・ストリーム共和国
Republic of Indian Stream

インディアン・ストリーム共和国（インディアン・ストリームきょうわこく、英: Republic of Indian Stream）は、北アメリカにあった小さな立憲共和国であり、カナダのケベック州とアメリカ合衆国のニューハンプシャー州とを分かつアメリカ・カナダ国境に沿ってあった。1832年7月9日から1835年まで存在したが、どの国からも認知されることはなかった。1830年のアメリカ合衆国国勢調査員からは「いわゆるインディアン・ストリーム領土」と表現され、小さな水路であるインディアン・ストリームの名前を採って呼ばれた。この国は組織化された選挙によって選ばれた政府があり、憲法も持っており、約300人の国民がいた。

## 歴史
この地域はイギリス国王からではなく、セントフランシスのインディアン首長（白人からフィリップ王と呼ばれていた）から得た土地勅許を元に初めて開拓された。フィリップとは1670年代にニューイングランドの開拓地を何度も襲って成功したフィリップ王に因む命名だった。
この土地特許はある土地投機会社に売却され、一方同じ部族の別のインディアン集団がヨーロッパの別の会社に対して、フィリップ王は退位しており、彼らは別の会社に土地特許を発行できる権限を与えられたと説明した。アメリカ独立戦争後、この2つの会社が領域を測量し、開拓者達に自分達の土地特許を発行したが、それらは互いに重複していることが多かった。2つの会社が財政的苦境に陥り、両社が合併して土地の所有権全てを調停したのは米英戦争（1812年-1815年）が終わった後だった。
独立国家としてインディアン・ストリームを設立したのは基本的に、1783年のパリ条約で定義されたアメリカ合衆国とカナダの国境が曖昧だったことの結果だった。その定義にある「コネチカット川の北西端の水源」が何処であるかは、3通りの解釈が可能だった。その結果、コネチカット川の水源に流れ入る3つの支流周辺の領域についてはアメリカ合衆国でもカナダでも、その支配権の下にあるかどうか明確に定義されなかった。
パリ条約の該当する文面は次のようになっていた。
この共和国は現在のニューハンプシャー州の北端に広がり、コネチカット湖沼群の4つの湖を含んでいた。イギリスは一番南東側にある支流（コネチカット湖沼群の繋がり）を主張し、アメリカ合衆国は今日ある境界（すなわち西側にあるホールズ・ストリーム、ほぼ間違いなくコネチカット川の「北西端の水源」となる）を主張した。両国ともこの地域に収税吏と負債徴集保安官を派遣した。二重に課税されたことで住民達を怒らせ、アメリカ合衆国とイギリスが国境問題で合意に達するまで、問題を片付けるためにインディアン・ストリーム共和国が設立された。
インディアン・ストリーム共和国は、議会においてアメリカ合衆国への併合を承認する票決を行った後、1835年にニューハンプシャー州に編入された。アメリカ合衆国への併合を認める評決は、「国際事件」と呼ばれる外交的危機が原因で行われた。この事件は、金物屋に対する借金を支払わなかった共和国国民が逮捕され、カナダの債務者刑務所への投獄されたことに対し、一群の「インディアン・ストリーム共和国民」がカナダ側に侵入してイギリスの保安官と判事に逮捕されていた仲間の国民を解放したというものであった。カナダ領内に侵入した共和国民は仲間が囚われている判事の家屋を銃撃したというものであった。イギリスの在アメリカ大使は金物屋に対する借金というような瑣末なことが原因で戦争が勃発するかもしれない事態に至ったことに愕然とし、直ちにパリ条約以来未解決となっていた国境問題を解決する交渉に入った。
イギリスは1836年1月に共和国に関する支配権を取り下げ、アメリカの支配権が同年5月に承認された。この地域は1840年6月1日に行われた国勢調査でもインディアン・ストリームと表現された。このときの人口は315人だった。地域は1840年にピッツバーグの町に取り込まれた。ピッツバーグは総面積が30万エーカー (1,200 km²)あり、その内282.3平方マイル (731 km²) が陸地で、9平方マイル (23 km²) が水面である。
1842年のウェブスター＝アッシュバートン条約によって土地紛争は明確に解決され、領域はニューハンプシャー州に組み込まれた。しかし、ルイス・ロビンソンによる1845年の「最近の出典に基づくニューハンプシャー州地図」では国境がクラークスビルの町の北ではあるが、現在のピッツバーグの「南」になっている。